# Inmunoglobulina contra la rabia
 La inmunoglobulina contra la rabia o inmunoglobulina antirrábica (RIG) es un medicamento compuesto de anticuerpos contra el virus de la rabia.  Se utiliza para prevenir la rabia después de la exposición.  Se administra después de limpiar la herida con agua y jabón o povidona yodada, y luego se administra una vacuna contra la rabia.  Se administra mediante inyección en el sitio de la herida y en un músculo.  No es necesaria en personas que hayan sido vacunadas previamente contra la rabia.
Los efectos secundarios comunes incluyen dolor en el sitio de la inyección, fiebre y dolor de cabeza.  Las reacciones alérgicas graves, como la anafilaxia, pueden ocurrir raramente. Respecto al uso durante el embarazo, no se sabe que dañe al bebé.  Funciona al unirse al virus de la rabia antes de que pueda entrar en el tejido nervioso.  Una vez que el virus ha ingresado al sistema nervioso central, la inmunoglobulina contra la rabia ya no es útil.
El uso de inmunoglobulina contra la rabia en forma de suero sanguíneo data de 1891.  El uso se volvió común dentro de la medicina en los años cincuenta.  Está en la Lista de medicamentos esenciales de la Organización Mundial de la Salud, los medicamentos más efectivos y seguros que se necesitan en un sistema de salud.  La inmunoglobulina contra la rabia es costosa y difícil de conseguir en el mundo en desarrollo.  En los Estados Unidos, se estima en más de US$1.000 por dosis.  Se fabrica a partir del plasma sanguíneo de personas o caballos que tienen altos niveles de anticuerpos en la sangre.  La versión equina es menos costosa pero tiene una mayor tasa de efectos secundarios. 